# Keyboard

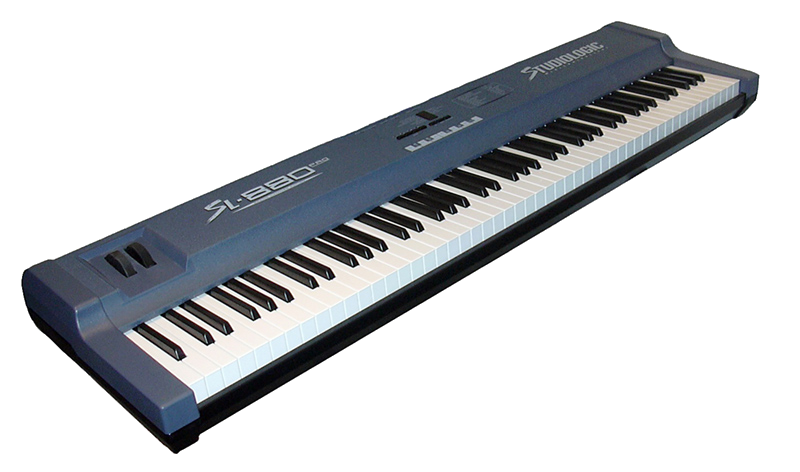
Keyboard Fatar Studiologic SL-880Pro

Keyboard (pol. „klawiatura”), aranżer, instrument klawiszowy – elektryczny lub elektroniczny instrument klawiszowy, pozwalający wykonawcy na grę z automatycznym akompaniamentem. Nowoczesne keyboardy pozwalają na komunikowanie się z innymi instrumentami elektronicznymi i urządzeniami poprzez interfejs systemu MIDI.
Elementem sterującym keyboardu jest klawiatura o układzie typu fortepianu. Do stosowanych rodzajów klawiatur należą:
- klawiatura ważona,
- klawiatura doważana,
- klawiatura syntezatorowa (dynamiczna lub bez dynamiki),
- klawiatura pełna,
- klawiatura młoteczkowa.

W praktyce często można spotkać się z błędnym nazewnictwem: syntezator/keyboard. Instrument jest keyboardem, jeśli posiada system automatycznego akompaniamentu. Najczęściej aranżery posiadają moduł brzmieniowy działający na zasadzie odgrywania załadowanych do jego pamięci próbek, są to tzw. ROM Playery.

## Podział aranżerów/keyboardów

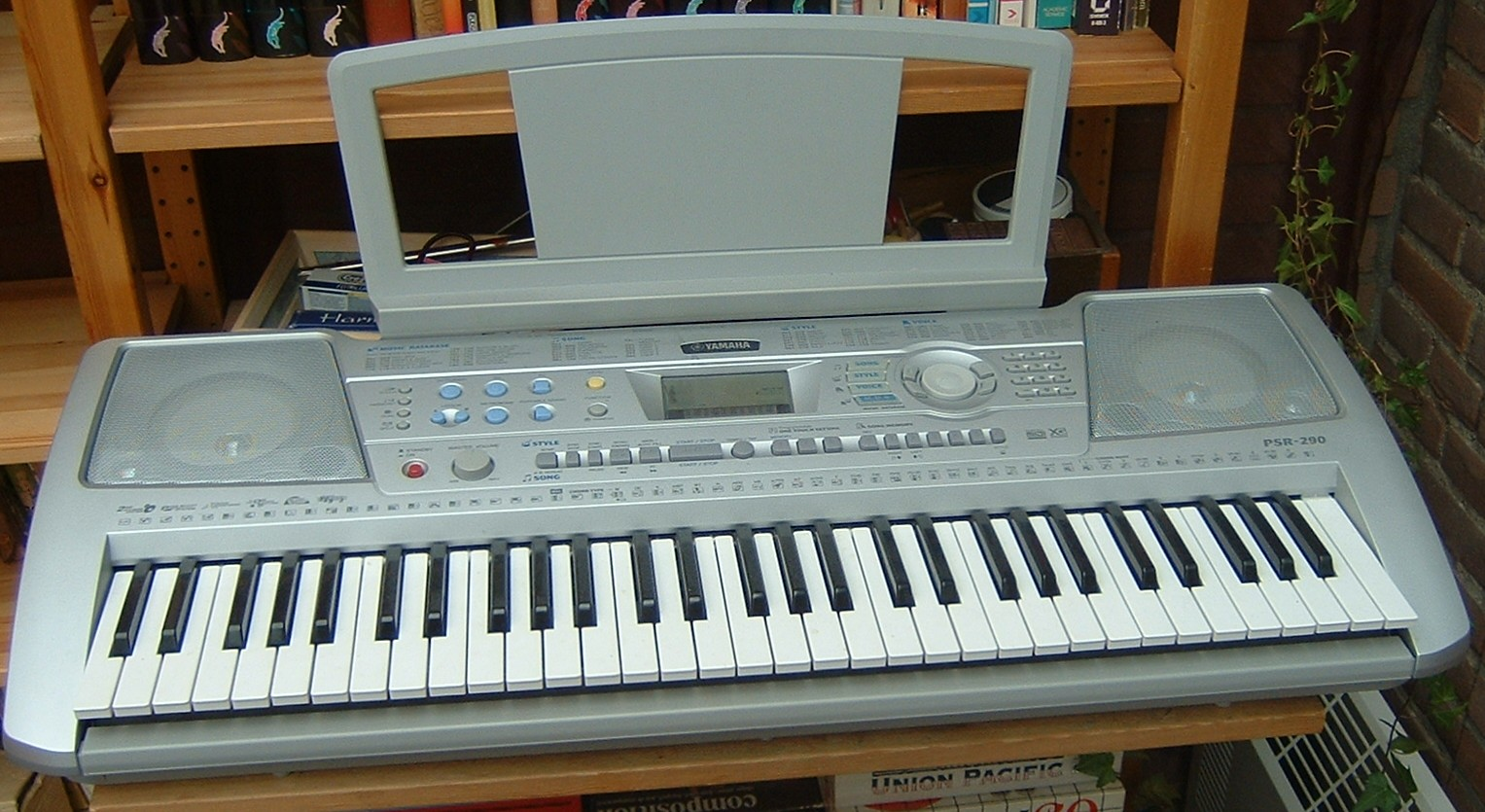
Keyboard Yamaha PSR-290

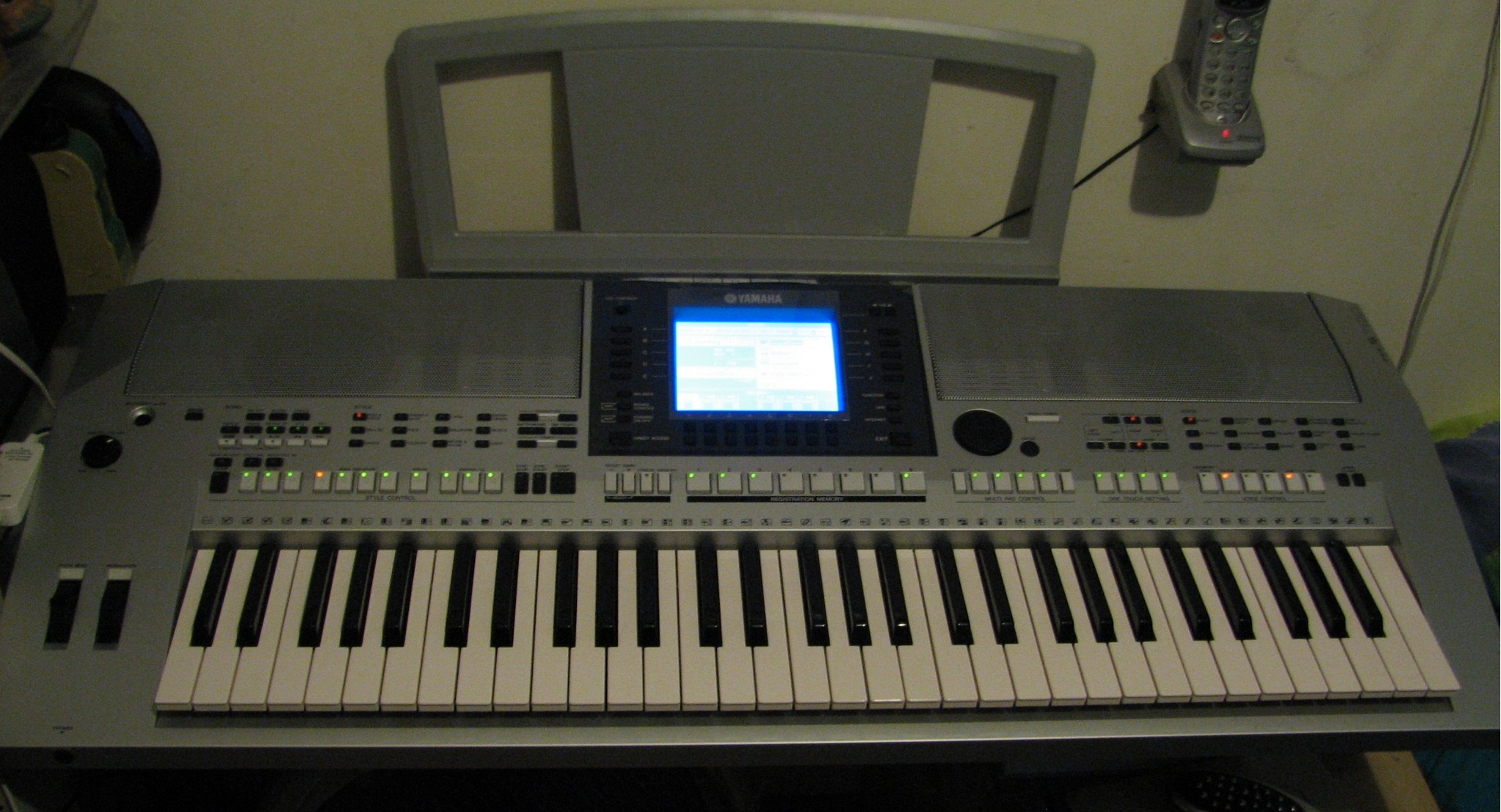
Keyboard Yamaha PSR-S700

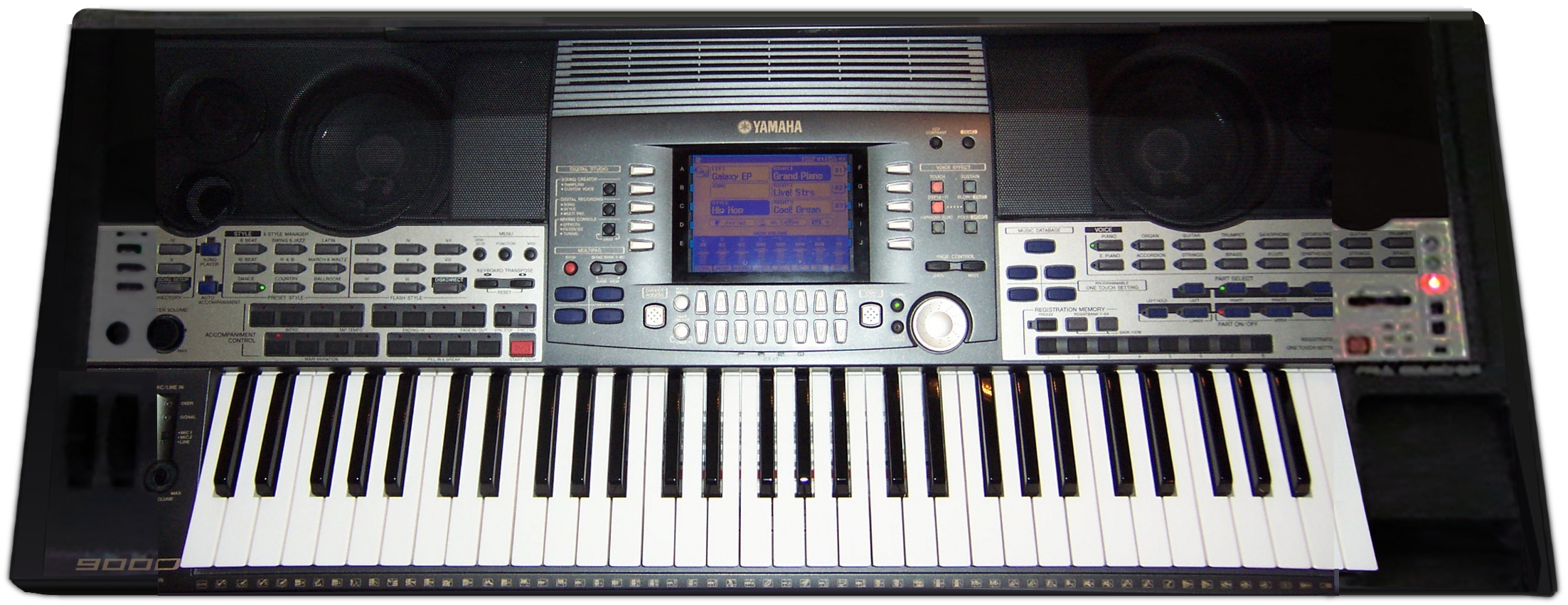
Keyboard profesjonalny Yamaha PSR-9000

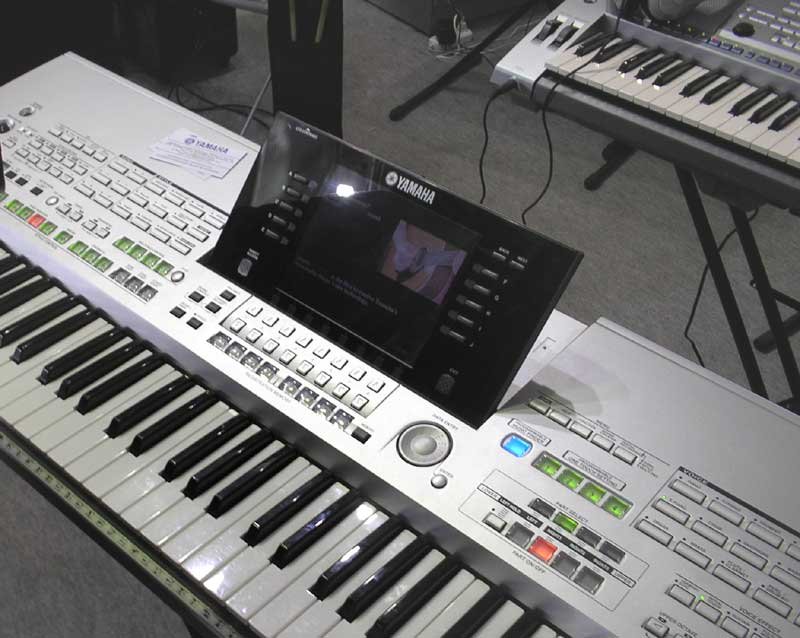
Profesjonalna stacja robocza: Yamaha Tyros

Przykładowe modele instrumentów klawiszowych należących do poszczególnych klas.
Klasa profesjonalna:
- Ketron EVENT,
- Ketron SD9,
- Ketron Audya,
- Yamaha Tyros,
- Yamaha Genos,
- Korg PA1X/2X/3X/4X,PA3X Musikant,
- Yamaha PSR-9000/9000PRO,
- Roland E-96/G-800/EM-2000/G-1000/VA-7/VA-76/G-70/E-80/BK-7m/BK-9.

Klasa średnia (czasami nazywana półprofesjonalną):
- Yamaha PSR-S910/S950,
- Yamaha PSR-S550/S650,
- Yamaha PSR-S710/S750,
- Yamaha Seria PSR-E400,
- Korg PA800/PA900,
- Korg PA500/PA600,
- Korg PA50,
- Roland GW-8,
- Roland BK-5.

Klasa edukacyjna:
- Yamaha PSR-E330,
- Yamaha EZ-200,
- Casio CTK-6000,
- Casio WK-8000,
- Medeli MD-700.

Klasa zabawek:
- Fujiyama 3A,
- Casio SA-45,
- Yamaha PSR-F50.

## Polska nazwa
Brak bardziej precyzyjnej polskiej nazwy dla tego typu instrumentów powoduje problemy w odróżnieniu go przez laików od syntezatora, pianina cyfrowego, stage pian czy też organów elektronicznych (które to nazwy są często błędnie dla niego stosowane). Jakkolwiek nowoczesne modele keyboardów często posiadają cechy i możliwości tych pierwszych (jak wirtualne drawbary, wbudowane samplery, zaawansowana synteza z modelowaniem analogowym itp.). W żargonie muzyków funkcjonuje również m.in. nazwa „samograj” o raczej negatywnym wydźwięku.

## Elementy podstawowe keyboardu
- klawiatura muzyczna,
- moduł automatycznego akompaniamentu,
- generator dźwięku (moduł brzmieniowy).

## Elementy dodatkowe keyboardu
- sekwencer/recorder,
- moduł dostępu do pamięci masowej (dysk twardy, stacja dyskietek, czytnik kart, port USB to urządzenie do podłączenia np. pendrive’a),
- pulpit pod nuty,
- zasilacz sieciowy,
- głośniki,
- wyświetlacz (w wielu modelach również dotykowy),
- dodatkowe złącza do komunikacji z innymi instrumentami MIDI lub komputerem.

## Producenci aranżerów
- Yamaha, Roland, Korg, Casio, Ketron, Fujiyama, YM, Medeli, GEM, Technics, Amax.